# Coelioxys nigripes
Coelioxys nigripes là một loài Hymenoptera trong họ Megachilidae. Loài này được Vachal mô tả khoa học năm 1903.